# Liam Ridgewell
Liam Matthew Ridgewell (Londen, 21 juli 1984) is een Engels voetballer die bij voorkeur als linksachter speelt.

## Clubcarrière
Ridgewell begon met voetballen bij West Ham United, maar trok in februari 2001 naar Aston Villa. In 2002 werd hij kortstondig uitgeleend aan Bournemouth. Hij debuteerde voor The Villans op 4 januari 2003 in de League Cup tegen Blackburn Rovers. Op 10 september 2006 scoorde hij zijn eerste profdoelpunt tegen zijn ex-club West Ham United. Op 3 augustus 2007 werd hij voor drie miljoen euro verkocht aan Birmingham City. In oktober 2007 scoorde hij zijn eerste doelpunt voor Birmingham City tegen Wigan Athletic. In juni 2010 werd zijn contract verlengd tot juni 2013. Op 31 januari 2012, de laatste dag van de winterse transferperiode, werd hij voor 2,4 miljoen euro verkocht aan West Bromwich Albion. Hij tekende een contract tot medio 2014 bij WBA. Op 12 februari 2012 debuteerde hij tegen Wolverhampton Wanderers. Op 7 april 2012 scoorde hij zijn eerste doelpunt voor West Brom tegen Blackburn Rovers.

## Erelijst
Birmingham City
- League Cup

2011